# Морские черепахи
Морские черепахи (лат. Cheloniidae) — семейство морских черепах из надсемейства Chelonioidea. Объединяет крупных морских и океанических черепах, обладающих обтекаемым сердцевидным или овальным панцирем, покрытым роговыми щитками, и невтягивающимися конечностями-ластами. Большая голова не убирается под панцирь.

## Строение
На протяжении десятков миллионов лет, начиная с мезозойской эры, строение морских черепах оставалось практически неизменным. Внешний облик морских черепах можно охарактеризовать наличием плоского обтекаемого спинно-брюшного панциря, двух задних лап и развитых передних ласт. Различные представители черепах данного семейства отличаются деталями анатомического строения: префронтальной чешуёй, количеством и формой щитка карапакса и прочими.
Длина карапакса различных видов колеблется от 68 сантиметров у оливковой черепахи до 140 у зелёной черепахи.

## Образ жизни и размножение
Морские черепахи обладают незаурядными способностями в навигации, предположительно ориентируясь по магнитному полю Земли. Они способны безошибочно вернуться на место своего рождения по прошествии многих лет. Особенно выделяется оливковая морская черепаха, представители данного вида собираются для спаривания в один день на каком-то пляже и многие тысячи черепах практически одновременно откладывают миллионы яиц; данный феномен известен как «аррибида» (с исп. — «пришествие»). Атлантическая ридлея, находящаяся на грани уничтожения, и вовсе размножается только на одном пляже мира, находящемся в Мексике.
Средняя продолжительность жизни морских черепах определяется в 80 лет. Половая зрелость у самок наступает примерно в 30 лет, когда они первый раз в жизни возвращаются на пляж, где когда-то вылупились. В течение всего года гнездования, который случается раз в два или четыре года, самка откладывает от четырёх до семи кладок по 150—200 яиц. Спаривание черепах происходит в воде, в прибрежной зоне, зачастую количества спермы, полученной самкой, хватает на несколько кладок.
Способ создания кладки одинаков среди всех видов морских черепах: самка ищет подходящее место на пляже и начинает разгребать песок задними лапами, пока не образуется круглая выемка 40—50 сантиметров в глубину. В данную яму самка откладывает яйца (их количество зависит от многих факторов), после чего засыпает песком и аккуратно утрамбовывает, делая кладку как можно более незаметной. Весь процесс занимает около часа, после чего самка возвращается в океан и больше не заботится о своём потомстве.
Иногда в кладках встречаются неоплодотворённые яйца, но нечасто. Инкубационный период длится около двух месяцев и напрямую зависит от температуры песка, в который зарыта кладка. Также от температуры зависит и будущий пол черепашек: самцы развиваются при более низкой температуре, самки — при более высокой (либо детёныши погибают вследствие слишком низкой или высокой температуры). По истечении инкубационного периода маленькие черепахи пробивают скорлупу специальным яйцевым зубом и выбираются на воздух сквозь толщу песка.
Уже на данном этапе смертность среди вылупившихся детёнышей чрезвычайно высока. Однако большинство выбравшихся из песка черепашек так никогда и не достигнут пелагических вод, так как большинство из них будет съедено сухопутными хищниками, а остальных будут поджидать морские. Процент достигших половой зрелости черепах на каждую кладку не превышает сотых долей, что является серьёзным препятствием к восстановлению популяции морских черепах.
На протяжении достаточно долгого времени процесс взросления морских черепах был мало изучен. Однако за последние 20 лет произошли существенные подвижки в изучении зелёной черепахи, и в 2007 году было доказано, что первые пять лет после своего рождения зелёные черепахи проводят в так называемых саргассовых «ложах» (англ. Sargassum bed), крупных свободно-плавающих водорослевых образованиях. В условиях отсутствия «лож», черепахи скорее всего проводят первые годы жизни вблизи пелагического апвеллинга вод. Характерной особенностью поведения морских черепах на тот момент является хищный образ жизни, они питаются зоопланктоном и мелким нектоном, а после данного этапа жизни практически все черепахи становятся растительноядными.

## Классификация
- Подсемейство Carettinae
  - Род Caretta — логгерхеды, или головастые морские черепахи
    - Вид Caretta caretta — логгерхед, или головастая морская черепаха, или каретта[2], или головастая черепаха

  - Род Lepidochelys — ридлеи, или оливковые черепахи
    - Вид Lepidochelys kempii — атлантическая ридлея
    - Вид Lepidochelys olivacea — оливковая черепаха, или оливковая ридлея
- Подсемейство Cheloniinae
  - Род Chelonia — зелёные черепахи, или суповые черепахи
    - Вид Chelonia mydas — зелёная черепаха, или зелёная морская черепаха, или суповая черепаха

  - Род Eretmochelys — биссы
    - Вид Eretmochelys imbricata — бисса, или бисс

  - Род Natator
    - Вид Natator depressus (ранее Chelonia depressa) — австралийская зелёная черепаха

Вымершие представители:
- Род † Itilochelys
  - Вид † Itilochelys rasstrigin — вымерший вид черепах, живших на территории Волгоградской области России около 63 млн лет назад. Был описан на основе частичного скелета (частичный череп с нижней челюстью, шейные позвонки).[3]
- Род † Puppigerus
  - Вид † Puppigerus camperi 
  - Вид † Puppigerus nessovi

## Галерея
- Логгерхед
- Атлантическая ридлея
- Оливковая черепаха
- Зелёная черепаха
- Бисса
- Логгерхед на марке Азербайджана
- Герб Британской территории в Индийском океане